# خافي الطنين

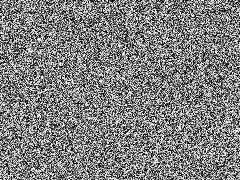

خافي الطنين هو نوع من الآلات التي تعتمد على اجهزة الضجيج الابيض البسيطة، والتي من خلالها يتم إضافة صوت طبيعي أو اصطناعي إلى البيئة المحاطة للأولئك الذين يعانون من طنين الاذن. هدف هذه الآلات هي تغطية أو اخفاء رنين الاذن. هذا الضجيج مدعوم بصانع صوت، يوضع اما فوق الاذن ام في أي مكان مجاور. هذا الضجيج يكون بالعادة اما ضجيج ابيض أو موسيقى. لكن في بعض الاحيان يكون صوت نمطي أو يكون صوت مخصص لنوع الطنين المصاحب للمصاب.
جهارة الطنين المُستشعر، كما تٌسمى مستوى الإحساس (Sensation level)، هي كمية ارتفاع الصوت عن الضوضاء المحيط بنا في البيئة. مع ارتفاع مستوى الضوضاء المحيط (عن طريق تشغيل صوت الضوضاء الابيض في الاذن)، وضوح صوت الطنين سوف يقل. كما ان مستوى صوت الضوضاء الابيض يكوف نفس مستوى الرنين، وقد يكون اعلى صخباً من الرنين نفسه. الصوت الخارج من هذه الالات مصمم ليكون مرخي للاعصاب، صوت اقل تطفلاً من رنين أو فحيح الطنين. عند استعمال هذا الجهاز، يختفي الطنين أو بعض منه، اعتماداً على ارتفاع صوت الضوضاء. هذا الجهاز ليس بامكانه التقليل أو القضاء على الطنين، لكن يستطيع تقليل الوعي والإحساس بالطنين.